# Přejímací zkouška
Přejímací zkouška nebo akceptační testování je test kvality, na základě něhož se v různých aplikovaných disciplínách rozhoduje o přijetí nebo odmítnutí výrobku či dodávky.

## Akceptace dodávky
Odběratel před potvrzením převzetí věci nejprve ověří, že dodavatel splnil všechny požadavky, že věc vyhovuje všem akceptačním kritériím, která byla definována již předem, před začátkem samotné výroby, buď stručně v objednávce nebo obšírněji v kupní smlouvě. Podpisem protokolu, předávacího a zároveň i akceptačního, pak vlastnická práva k věci přecházejí na odběratele, zároveň mu vzniká závazek zaplatit.
V případech, kdy věc nevyhovuje požadavkům, nesplňuje akceptační kritéria, která dodavatel znal, lze postupovat různě:
- Je buď na odběrateli, zda věc vůbec převezme a ani nezaplatí, nebo zda ji sice převezme a zaplatí, ale obratem vyreklamuje,
- anebo se u podrobnějších zadání postupuje podle procesu popsaného smlouvou, kdy ke každému kritériu může již předem být určena jeho závažnost a tedy i důsledky, jaké budou následovat při jeho nesplnění.

## Přejímka software
V oboru softwarového inženýrství se nový software (SW), naprogramovaný na zakázku, přebírá na základě předešlého otestování, během kterého se právě ověřují akceptační kritéria: Ačkoli SW již třeba i byl otestován uvnitř dodavatelské firmy, je v zájmu odběratelské firmy si tento SW otestovat po svém: Svými uživateli, na svých prostředích, na svých produkčních datech. I proto se zde mluví o uživatelském akceptačním testování (user acceptance testing, UAT).